# Episodi de Il principe di Peoria
La prima stagione della serie televisiva Il principe di Peoria, composta da 16 episodi, è stata distribuita a livello internazionale sul servizio di streaming on demand Netflix in due parti separate: la prima metà della stagione è stata pubblicata il 16 novembre 2018, mentre la seconda è stata resa disponibile il 20 maggio 2019. Il 17 dicembre 2018, è stato distribuito lo speciale natalizio Un miracolo di Natale.
| nº                 | Titolo originale                            | Titolo italiano                              | Pubblicazione USA | Pubblicazione Italia |
| Prima parte        | Prima parte                                 | Prima parte                                  | Prima parte       | Prima parte          |
| ------------------ | ------------------------------------------- | -------------------------------------------- | ----------------- | -------------------- |
| 1                  | The Prince Arrives                          | Arriva il principe                           | 16 novembre 2018  | 16 novembre 2018     |
| 2                  | Teddy vs. The Wild                          | Teddy contro la natura selvaggia             | 16 novembre 2018  | 16 novembre 2018     |
| 3                  | Emil the Mom Thief                          | Emil, ladro di mamme                         | 16 novembre 2018  | 16 novembre 2018     |
| 4                  | A Night at the Hip Hopera                   | Tutti al concerto!                           | 16 novembre 2018  | 16 novembre 2018     |
| 5                  | Teddy's Bakshal                             | Il bakshal di Teddy                          | 16 novembre 2018  | 16 novembre 2018     |
| 6                  | Warehouse Towel Fight!                      | Lotta all'ultimo... asciugamano              | 16 novembre 2018  | 16 novembre 2018     |
| 7                  | Best. Holiday. Ever.                        | Che bella ricorrenza!                        | 16 novembre 2018  | 16 novembre 2018     |
| 8                  | The Bro-Posal                               | La proposta                                  | 16 novembre 2018  | 16 novembre 2018     |
| Speciale natalizio | Prince of Peoria: A Christmas Moose Miracle | Il principe di Peoria: Un miracolo di Natale | 17 dicembre 2018  | 17 dicembre 2018     |
| Seconda parte      |                                             |                                              |                   |                      |
| 9                  | The King Arrives                            | Arriva il re                                 | 20 maggio 2019    | 20 maggio 2019       |
| 10                 | Daters Gonna Date                           | Dongiovanni incalliti                        | 20 maggio 2019    | 20 maggio 2019       |
| 11                 | Acting a Fool                               | Attori ridicoli                              | 20 maggio 2019    | 20 maggio 2019       |
| 12                 | Saving Stank Nation                         | Salviamo Stank Nation                        | 20 maggio 2019    | 20 maggio 2019       |
| 13                 | Game Night                                  | Serata al bowling                            | 20 maggio 2019    | 20 maggio 2019       |
| 14                 | Robot Wars                                  | Scontri tra robot                            | 20 maggio 2019    | 20 maggio 2019       |
| 15                 | Teddy the Human Cannonball                  | Teddy l'uomo cannone                         | 20 maggio 2019    | 20 maggio 2019       |
| 16                 | The Summer of Teddy & Emil                  | L'estate di Teddy ed Emil                    | 20 maggio 2019    | 20 maggio 2019       |